# 長門型戦艦
長門型戦艦（ながとがたせんかん）は、大日本帝国海軍の戦艦の艦型のひとつで、八八艦隊計画により最初に作られた戦艦。
長門（ながと）と陸奥（むつ）の2隻が建造された。

## 概要
長門型戦艦は、イギリスから提供されたクイーン・エリザベス級戦艦の設計図を参考に、日本海軍が同艦型に大幅な改正をくわえ16インチ級砲を搭載した、国産の新型戦艦である。ユトランド沖海戦の戦訓を一部取り入れ、砲熕や機関部は日本独自の設計であった。基本計画は、艦政本部の山本開蔵造船大監が担当した。後日、平賀譲造船中監も設計に加わり、改正計画に携わった。
本型は八八艦隊計画にもとづき、「長門」と「陸奥」の2隻が建造された。1番艦の「長門」は呉海軍工廠で1917年（大正6年）8月28日に起工、1919年（大正8年）11月9日に進水、1920年（大正9年）11月25日に完成した。2番艦の「陸奥」は横須賀海軍工廠で1918年（大正7年）6月1日に起工、1920年（大正9年）5月11日に進水、ワシントン会議に間に合わせるため1921年（大正10年）10月24日に竣工した。

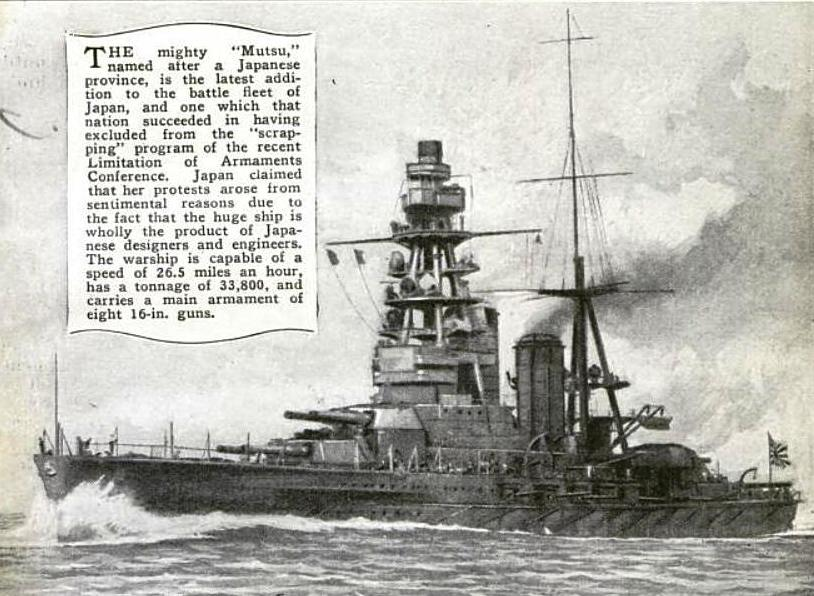
1922年にアメリカの雑誌で紹介された新造時の長門の画(説明文中に陸奥とされているのは誤り)。

長門型戦艦は建造時（1920年）、世界最大・最強・最高速の戦艦であった。
日本国民にとって日本海軍の象徴と誇りであった。
当時の子供達も「大好きな戦艦は何か」と聞かれればこの長門型（特に長門）と即答し、写生するときの題材にも必ず挙がったと言われている。長門型戦艦は就役後から大東亜戦争まで、幾度か改装を行いつつ、大きな問題なく運用された。本型の成功は、日本の軍艦建造技術がほぼ世界水準に追いついたことを意味していた。
海軍休日時代 (Naval Holiday) 、16インチ砲（40cm砲）を搭載した列強各国の戦艦7隻は世界七大戦艦（ビッグセブン）と謳われた。
第二次世界大戦中は新造艦の情報が秘匿されていたため、日本において長門型2隻を上回る大和型戦艦「大和」「武蔵」の存在が広く知られるようになったのは、戦後の事である。ただし戦時中でも新造戦艦の完成そのものは公表されており、竣工から20年を経ている長門型戦艦が日本最強の戦艦だと認識されていたわけではない。またビスマルク級戦艦を筆頭に列強各国新造戦艦の情報も日本国内に入っていた事から、長門型が旧式である事は日本国民一般に認識されていた。

## 建造経緯
列強各国が14インチ（35.6cm）砲搭載戦艦の建造に乗り出したことに対し、イギリス海軍は技術的・性能的優位に立つために15インチ（38.1cm）砲搭載戦艦の建造を開始、1911年（大正2年）6月にクイーン・エリザベス級戦艦 (Queen Elizabeth class Battleship) 4隻の建造が承認された。同級は38.1cm連装砲塔4基と充分な防御力に加え、最大速力25ノットを発揮する高速戦艦であった。
同時期、アメリカ海軍が16インチ（40.6cm）砲戦艦を準備中との情報を得た日本海軍は、14インチ砲搭載艦を8隻（戦艦は扶桑型と伊勢型の計4隻、巡洋戦艦は金剛型4隻）で打ち切り、16インチ級（41.0cm）砲装備の戦艦8隻・巡洋戦艦8隻の建造計画をまとめる。この八八艦隊の1番艦が「長門」、2番艦が「陸奥」である。
当初、伊勢型の改良型として14インチ50口径砲12門（連装砲塔6基）を搭載予定だった長門型は、16インチ級砲搭載型戦艦として、設計を大幅に改めることになる。この時、イギリスはクイーン・エリザベス級戦艦（ウォースパイト）の設計図を日本側に提供した。日本側は多くの改正を加え、最終的に常備排水量3万2500トン、16インチ級砲8門、機関出力6万軸馬力で速力25ノットの高速戦艦案がまとまる。
「長門」は八四艦隊案大正五年度計画により、「陸奥」は大正六年度計画により加賀型戦艦や天城型巡洋戦艦と共に建造が承認された。当初の予定では、16インチ級搭載戦艦1番艦（長門）は大正5年起工、大正8年竣工を予定していた。
だが建造中にジュットランド沖海戦が起きたため、戦訓を取り入れるために起工を約1年延期した。だが予算や日程の都合上、設計を完全に変更することができず、戦訓を設計段階から反映したのは長門型の拡大改良型たる加賀型戦艦と天城型巡洋戦艦であった。
長門型2番艦の「陸奥」は1921年（大正10年）10月に竣工したが、その処遇を巡ってワシントン会議で大きな論争を引き起こした。ワシントン海軍軍縮条約では未完成戦艦を廃棄対象としたため、アメリカとイギリスは「陸奥は未完成艦」であると主張する。結果として「陸奥」の保有は認められたが、代償としてアメリカ海軍はコロラド級戦艦 (Colorado-class battleships) 2隻の建造続行を認められた。
イギリス海軍は条約型戦艦2隻の新造を認められた。
一連の経過を経て竣工した戦艦群と4万トン級巡洋戦艦フッド (HMS Hood) のうち、16インチ砲を搭載した長門型戦艦2隻、コロラド級戦艦（コロラド、メリーランド、ウェストバージニアの3隻/1921年）、ネルソン級戦艦（ネルソンとロドニーの2隻/1927年）を世界のビッグ・セブン（もしくは世界七大戦艦）と呼ぶ事もある。

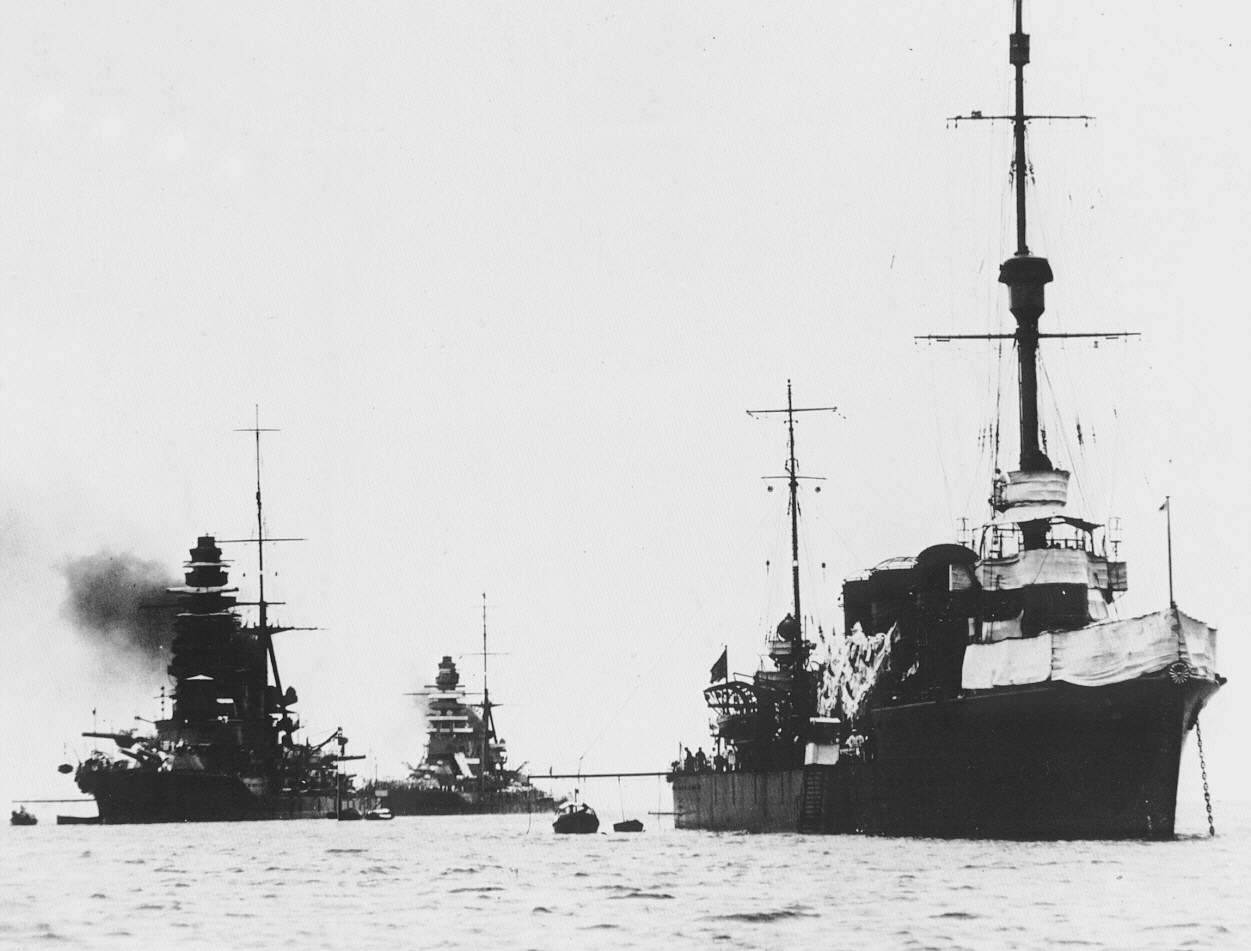
1927年の長門（奥）と陸奥。右は球磨型軽巡洋艦。

竣工時の長門型は、常備排水量33,800トン、16インチ級（41.0cm）砲8門、最大速力26.5ノットの高速戦艦であった。
長門型は昭和9年から行われた大改装で近代化され、ネルソン級戦艦や各国の35,000トン級新世代戦艦に対抗できる性能を、額面上は維持し続けた。
なお、長門型は「完全国産化戦艦」と表現されることがあるが、設計は英戦艦ウォースパイト (HMS Warspite) を参考にしており、各部にも輸入品が使用されている。長門型のタービン主機は米国ウェスチングハウス社の基本設計によるものであり、「長門」の歯車減速装置は同社からの輸入品であった。「陸奥」は同社から歯切盤を輸入して国内で歯車を削りだしたものである。砲塔測距儀も、第一次世界大戦でイギリス式測距儀の輸入が困難になったため、アメリカのバウシュローム社より輸入した波式6メートル測距儀を装備している。
このように長門型はイギリス式戦艦の影響がのこり、英国式設計を脱却するには加賀型戦艦を待たねばならなかった。それでも、日本独自の設計が多い本型は、大きな問題を起こさなかった。長門型は、同時期の日本の軍艦建造技術が一応、世界レベルに到達していたことを証明した。

## 艦形

### 船体形状

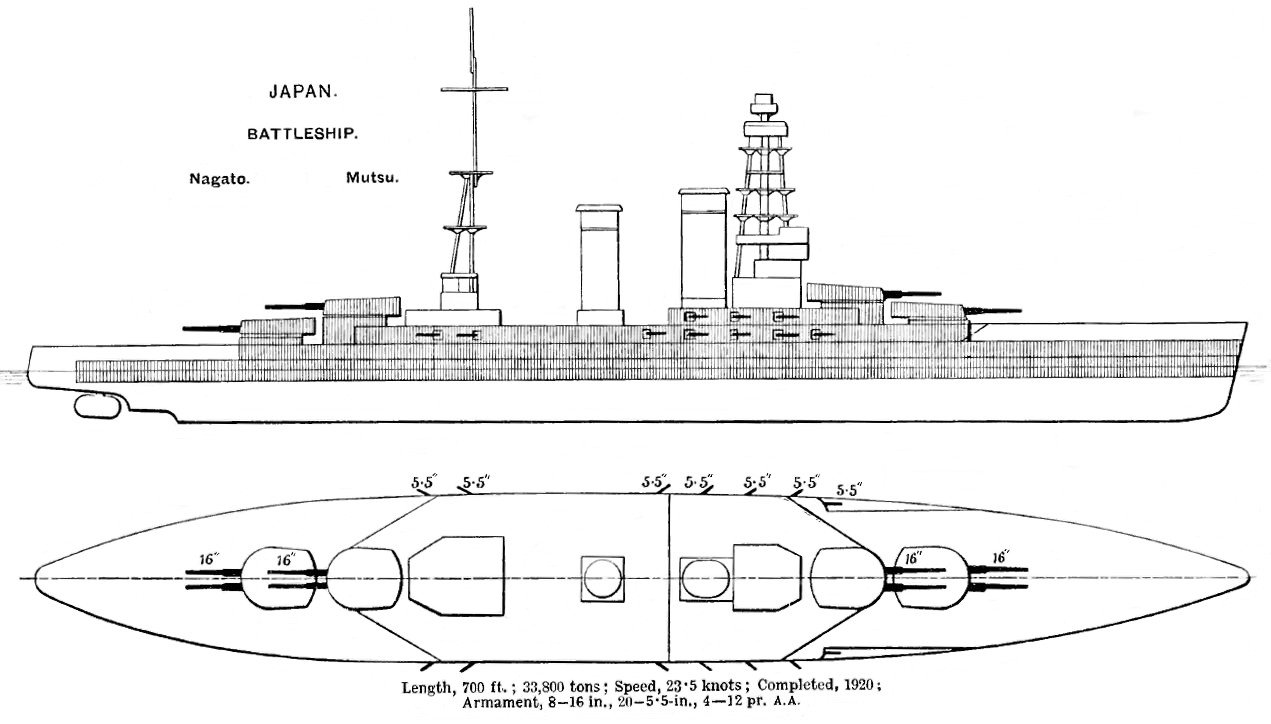
建造当初の長門型戦艦。

艦首は水線付近で60度の傾斜を持ち、上部を垂直とする独特のスプーン・バウを採用した。これは当時、決戦海域に配備する予定だった秘密兵器・一号機雷を乗り切るための形状だった。
長門型では主砲塔の減少に伴い、1人あたりの居住面積が拡大した。居住区を広く取れたため、乗員から歓迎されたという。大和型戦艦を除けば、帝国海軍艦艇の中で最良の居住性を有した。

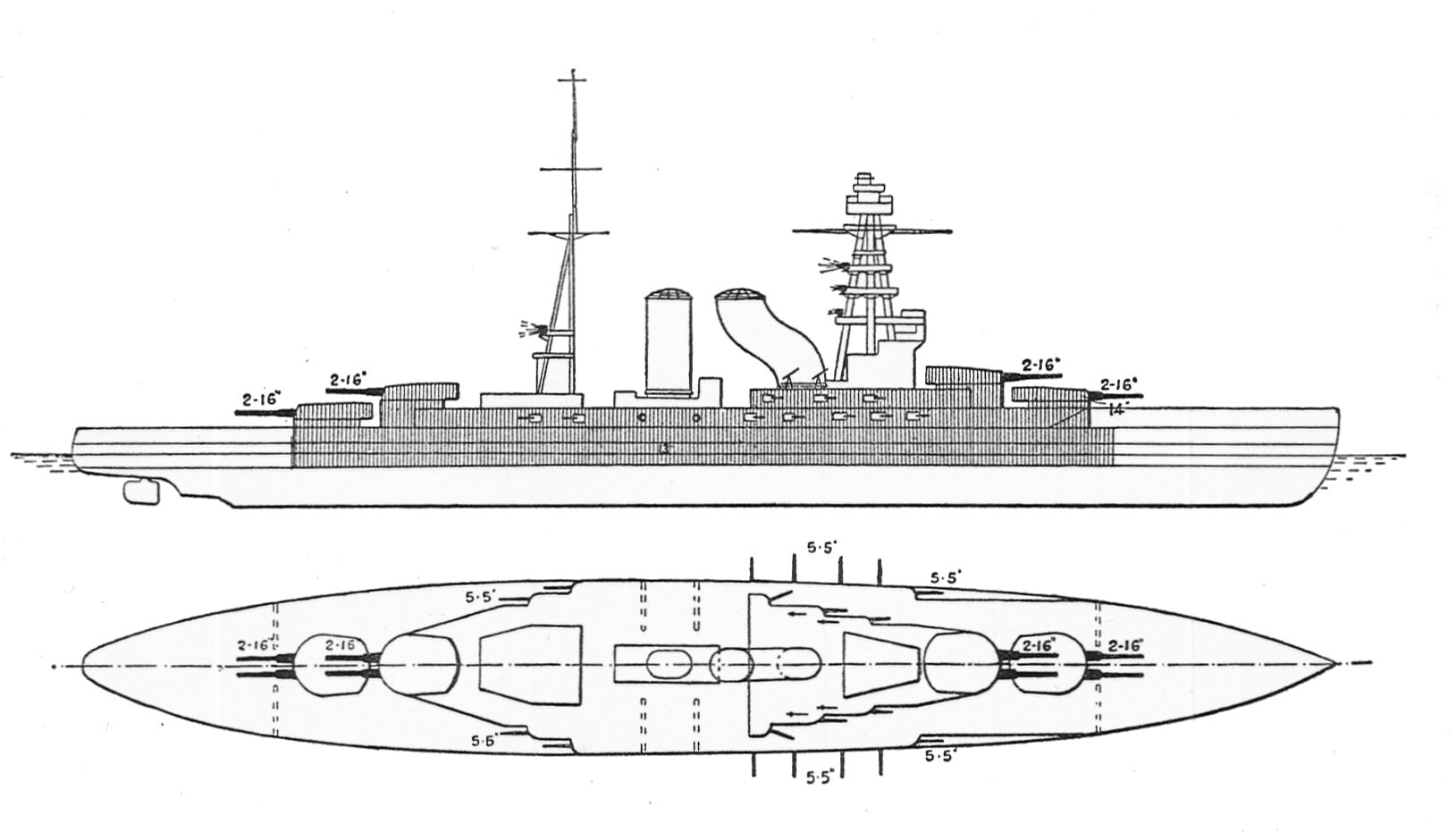
煙突を湾曲させた長門型戦艦。

### 艦橋構造

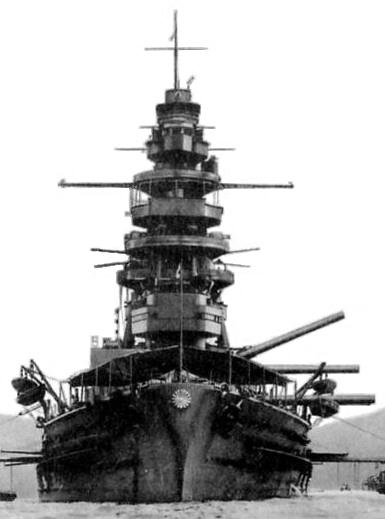
正面から見た長門。新造時の櫓マスト艦橋。

当初は前檣を三脚マストにする予定だった。だがユトランド沖海戦の戦訓を取り入れ、耐震性に優れる強固な主檣に六本の副檣を合わせた七脚檣を採用した。海外からはパゴダ・マストとよばれ、日本戦艦の特徴となった。前部艦橋は頂上部に円筒状ケース内に射撃方位盤を収めた射撃所とされ、水線からの高さは約41mとされている。頂上射撃所の下部は射撃指揮所、その下は檣楼指揮所とされ、半段下がって両側が副砲指揮所となっている。その次は列強の中でも大型の10m主砲用測距儀が置かれた高所測距儀所とされ、測距儀はレール上を旋回するという珍しい方式となっている。
扶桑型の建造でも問題となった主砲発射による爆風の負荷に耐えるため、平賀譲の設計によって、艦橋部支柱をそれまでの3本から、7本に追加したと言われる。その爆風対策に問題はなかったが、新造時には艦橋が外に露出している事から、直立する2本の煙突からの排煙に悩まされた。牧野茂によれば、排煙処理が問題になった時点で平賀譲計画主任は藤本喜久雄部員に対策を検討させた。藤本が前煙突を湾曲させることを提案すると、平賀は「みっともないことが出来るか」と拒否し、覆いをつけるという対策をとった。ところが効果はなく、平賀は煙突を曲げるという藤本の提案を無断で取り入れ、両者の対立の一因となった。この煙突は長門型戦艦のシンボルとなったという。幾度かの改装と共に、艦橋構造は複雑な外観を呈した。艦橋にエレーベーターがあり、山本五十六長官が利用したという証言もある。末期の「長門」には、偽装の為、頂上部の射撃所と電探が取り払われた。

## 武装

### 主砲

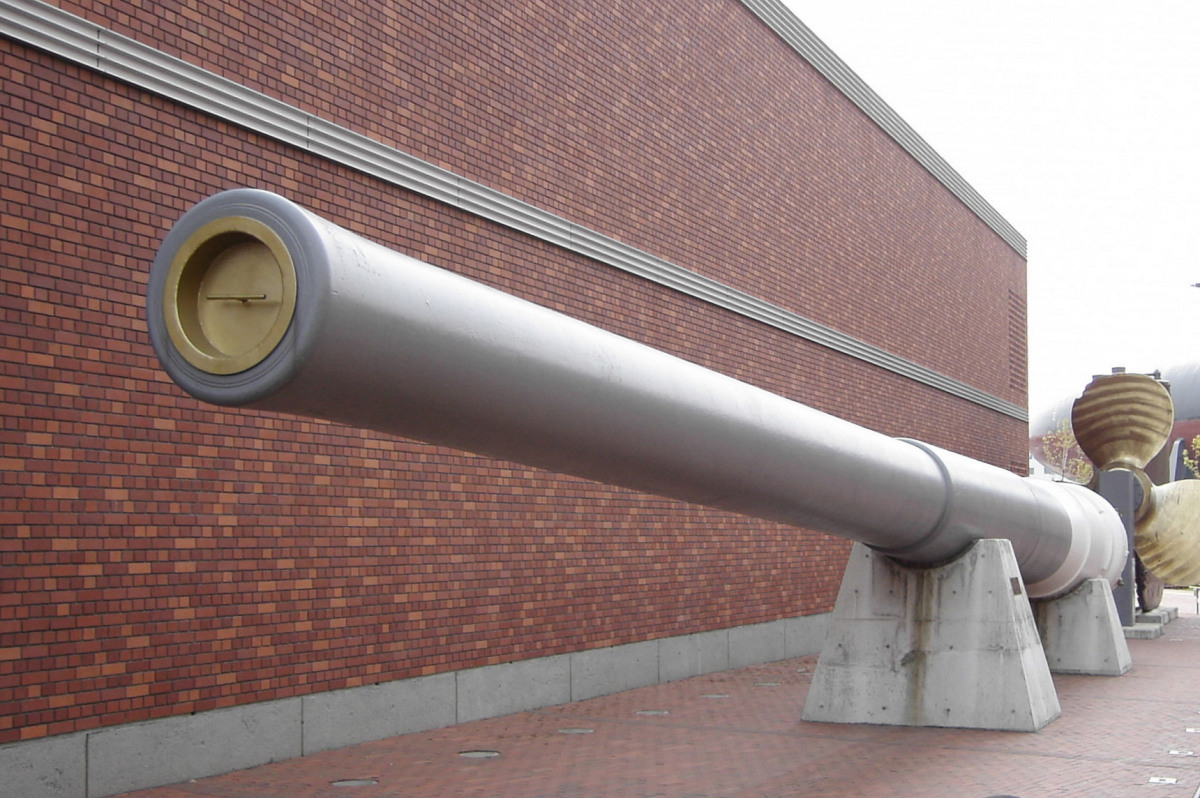
大和ミュージアムに展示している陸奥の41cm主砲

長門型は、米海軍が今後戦艦主砲に16インチ砲（40.6センチ砲）を採用することを予測して、16インチ級艦砲を搭載することになった。
まず第一次世界大戦前の1914年（大正3年）6月2日、日本海軍は16インチ級砲の試作を公式に命じた。この砲は、すでに前年から開発がはじまっていたという。
本型が搭載した主砲の制式名称は、四十五口径三年式四一糎砲である。試作のＩ型は1915年（大正4年）12月に被帽徹甲弾の製造がはじまり、1916年（大正7年）7月に試射をおこなった。世界で最初に採用された、この砲は、国内で実用化された初めての戦艦用主砲であった。同時に同砲の三年式尾栓は、最初のメートル法採用の設計であった。日本海軍がメートル法を正式に採用したのは1921年（大正10年）からだが、造兵部門では1914年（大正3年）からメートル法を採用していたという。
この主砲は大正6年（1917）に「四十五口径三年式四十一糎砲」として制式化されたが、ワシントン海軍軍縮条約の結果、戦艦の主砲口径が最大16インチとされ、この41cm口径はそれを超えることになった。そこで条約調印後の大正11年（1922）3月29日に呼称については「四十五口径三年式四十糎砲」と変更された。当初は主砲に「四十一糎」と彫り込んだ数字があったが、「四十糎」と修正している。
本砲の砲身直径67.4センチは英国の15インチMk.Iよりも小さく、技術的に優れた軽量砲であった。性能的にも、米国コロラド級戦艦や、英国ネルソン級戦艦の16インチ砲より全般的に優れており、米新型戦艦のSHS（初速低下と引き替えに、水平装甲への打撃力を大幅に増した大重量砲弾）を搭載した16インチ砲を除けば、最強の16インチ級艦載砲と言えた。また竣工時の性能においても、1万5000mで当時のアメリカ海軍主力戦艦の装甲を貫通することが可能であった。
建造当初の性能は、初速790m/s、最大射程30,300m、主砲塔の最大仰角30度/俯角5度、砲弾重量1,000kg（五式徹甲弾）、砲身の命数は250発、距離15キロで甲鈑貫通力16インチ/距離20キロでは10.7インチ（271ミリ）であった。

長門型は近代化改装において、主砲の強化をおこなった。砲弾の改良もあって、性能は大幅に強化された。改装後の性能は初速790m/s、最大射程38,430m（最大仰角43度/俯角2度）、砲弾重量1,020kg（九一式徹甲弾）、砲身の命数は250発、距離20キロでの垂直装甲貫徹力は454ミリであった。
また、建造時の長門には、砲の駐退機構と揚弾機への動力供給能力不足により「斉発（多連装砲塔が、搭載砲を同時に発砲すること。全砲を一斉に発射する場合も斉発と呼ぶ）」を多用すると射撃速度が低下するという問題があった。折しもワシントン海軍軍縮条約で加賀型戦艦の建造が中止されたため砲身が余り、長門型に移植された。さらに、弾庫及び装薬庫の移送機能強化、装薬缶の形状変更などの改善がされている。
この改善により、それまで常用されてきた搭載砲の半数ずつを交互に発砲する「斉射（交互一斉打ち方）」だけでなく、全搭載砲の斉発を支障なく行えるようになった。しかし、斉発可能となったことにより今度は揚弾能力の不足が問題となった。昭和14年の『術科年報』によると、斉射による交互射撃では16秒ごとの砲撃が可能だが、斉発では30秒前後が精一杯とされ、実際には最初の10発ですら平均50秒近く要する艦や、長門の3番砲のように41発目以降の揚弾で100秒を越える艦があるなど、要求された発射速度を達成できなかった。
実際の発射速度は、昭和14年の艦隊演習時で、14インチ砲の記録では、最良で40秒、最悪で1分20秒であった。長門型の41センチ砲もほぼ同等と考えられている。
また命中率改善のために、各砲の射撃タイミングをわずかにずらす九八式発砲遅延装置が搭載された。これにより、全砲による斉発を行った場合、1発の命中弾（水中弾を含む）が75%で期待できる距離が34,500mとなったとされた。しかし実際には25,000mを越える距離での着弾観測が困難であることから、遠距離射撃に対する問題は解消されていなかった。
演習時の観測機使用による主砲の散布界は、昭和15年度の昼間乙種戦闘射撃実施記録では、自艦速力21ノットのさいに長門が32,500mで遠近261m/左右102m、命中率は15.7%（水中弾による命中を考慮した第二有効帯を含めるなら、17.5%）、陸奥が32,300mで遠近200m/左右52m、命中率14.9%と優れた数値も残っている。
さらに昭和19年12月に、一度装填した砲弾を他の弾種に変更する機構を追加設置したとされている。

### 主砲塔
主砲塔はクイーン・エリザベス級戦艦と同様の配置となり、連装4基を前後に背負式で配置した。砲塔は従来のイギリス式に日本式設計を加味した新型となり、天蓋装甲はジュットランド海戦の戦訓を受けて6インチに強化された。だが、基本的には従来の構造（イギリス、ヴィッカース社）を踏襲している。16インチ級砲を搭載したため、砲塔旋回部重量は伊勢型戦艦から350トン増加して900トンとなった。砲塔動力は、伊勢型とおなじ650馬力水圧ポンプ4台であった。
後日、長門型の主砲塔8基は、加賀型戦艦に搭載予定で10基生産されていた改良型主砲塔（うち土佐むけの2基は、すでに陸上砲台に転用）に換装された。撤去された長門型の砲塔のうち、陸奥4番主砲塔は江田島に陸揚げされ、現存している。

### 副砲、その他兵装
前型である伊勢型に引き続き「五十口径三年式十四糎砲」を搭載した。搭載位置は両舷の最上甲板と上甲板の二段ケースメイト配置に装備され、単装砲20基を搭載した。伊勢型よりも船体容積が増したため、副砲により居住空間が狭くなる弊害は少しは改善された。その他に「四十口径三年式八糎高角砲（実口径は3インチ）」を第一煙突両脇のシェルター甲板に2基ずつの計4門搭載した。
改装により、三年式8センチ高角砲を降ろし、代わりに八九式12.7センチ連装高角砲4基（計8門）を搭載した、重量問題などもあり副砲2門を降ろしている。
さらに昭和18年6月に、二号一型電探を搭載した。マリアナ沖海戦後に二号二型電探、一号三型電探各2基搭載、対空機銃増設（計98門）を行った。なおこの時点で副砲2門を代償重量として撤去されたとされていたが、昭和19年10月に撮られたブルネイ停泊時の長門の写真では撤去はされていない。レイテ沖海戦後には、副砲4門撤去の代償として、八九式12.7センチ連装高角砲2基（計12門）、25ミリ機銃30基（計128門）を増設している。こうした装備のほとんどは、昭和20年6月に本土決戦に備えた特殊警備艦となった際に降ろされている。
さらに、53.3センチ魚雷発射管を8門（4基を水上設置の半旋回型とし、残りは水中装備）搭載していたが、改装時に撤去された。
竣工時には弾着観測用気球を装備し、甲板後部に係留・発艦させていた。水上機による弾着観測が実用化されると弾着観測用気球は水上機に置き換えられたが、カタパルトが実用化されていなかったためにデリックで水上機を水面に上げ下ろしし、水上機は水面より発進していた。改装前後の時期に実用化された呉式2号5型カタパルトが装備され、同時に艦載機運搬軌条とターンテーブルの設置、従来のデリックを廃止し収納式の強化デリックの新設などが行われた。艦載機には九五式水上偵察機、のちに零式水上観測機といったいわゆる「二座水偵」が3機搭載された。長門型に装備されたカタパルトは、旋回時に後部艦橋に接触することを防ぐため、前から1/4ほどの位置で上に折り曲がる機構を持っていた。

## 防御

### 防御構造（改装前）

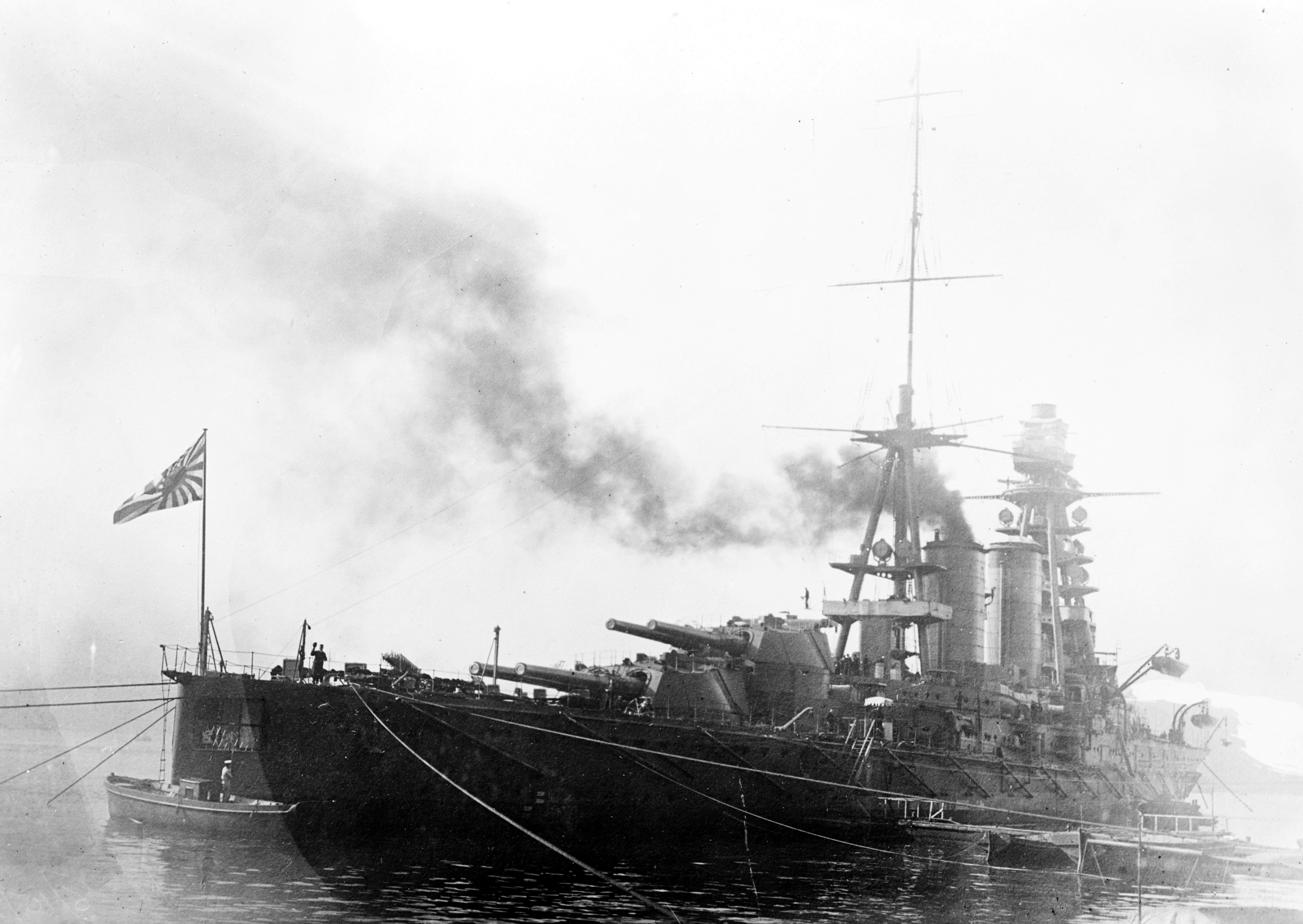
新造時の長門

建造中にユトランド沖海戦が起こったことから、長門型は同海戦の戦訓である「水平防御の強化、高速の実現」を反映した設計変更がなされた。初のポスト・ジュットランド型戦艦として完成した。従来の戦艦にあった副水線装甲帯を廃止し、代償重量を水平防御力強化に回した。水平防御は元設計の1.75インチ厚を1インチ強化した。
主砲塔前楯と側面は12インチ（305ミリ）、上面は6インチ（152ミリ）であり、コロラド級の18/9～10/5インチに比べ、前面は薄いものの、遠距離での砲戦には対応していた。ただしネルソン級は16/11/7.25インチなので改装前の長門型を上回る重防御だった。
垂直防御は水線部305ミリ+傾斜装甲76ミリであり、343ミリのコロラド級とほぼ同等、330～356ミリ18度傾斜（垂直換算だと400ミリ以上）のネルソン級よりは劣っていた。
水中防御は舷側装甲の下端から下方内側に傾斜した防御隔壁を備え、鋼板を3枚重ねた構造となっており、さらに水中弾防御として76.2mmHT鋼の隔壁を備えていた。水中防御区画の幅は6.2mであり、防御構造を加味する必要はあるが、コロラド級の5.334m、ネルソン級の5.625mを上回っていた。前述のように水平防御力強化の代償として舷側の非防御区画が拡大しており、船体には多数の防水区画が設けられた。本型は、日本海軍が独自の集中防御配置を歩むきっかけとなった。

### 防御構造（改装後）

改装後の長門型の船体断面図

なお、改装により、各部位の防御力は強化された。砲塔防御は前楯が460ミリ、側面は280ミリ、天蓋は127～191ミリとなっており、バーベットも457ミリとなっていた。
垂直防御は、弾火薬庫部分の傾斜装甲に2～8インチ（50.8～203ミリ）を加え、垂直305ミリ+傾斜装甲127～280ミリとなった。ただし、弾火薬庫部分以外は新造時の305+傾斜装甲76ミリのままであった。
水平防御は弾火薬庫部分で69.85ミリHT+127ミリNVNC+50.8ミリHT(合計247.65ミリ。1枚板換算だと180ミリ程度)。機関部の水平防御は50.8ミリHT+69.85ミリHT+25.4ミリDS+50.8ミリHT(合計196.85ミリ。1枚板換算だと140ミリ程度)と強化されていた。
水中防御はバルジを加え約9mの幅となっていた。これはテネシー級（改装後）の7mを上回っていた。
装甲配置
主甲帯　305-76 VC
中甲板甲帯　229 VC
横防御隔壁　前部中甲板　254 VC　下甲板　330 VC　後部中甲板　254 VC　下甲板　229-76 VC
水平防御　中甲板　51 HT＋25 DS　上甲板　70 HT　最上甲板　25＋25-13＋25 HT
魚雷防御隔壁　76 HT
弾薬庫　甲板平坦部　51 HT＋127 NVNC　甲板傾斜部　76 HT＋279-127 NVNC　垂直部　76 HT＋231-44 NVNC　底部　38-25 HT＋38 CNC
司令塔　側面　330-254 VC　上面　178 NVNC　床面　76 VC　交通筒　127-76 VNC
主砲塔　前盾　305+152 VC　側面　280-230 VC　後面　190 VC　上面　228-250 VC　床面　102 VC　バーベット　305-229 VC＋229-124 VC
ケースメイト　砲盾　38 HT　隔壁　19 HT
舵取機室　上面　51 HT＋76-51 VNC　側面　210 NVNC＋51 HT
煙路　25 HT

## 機関・速力

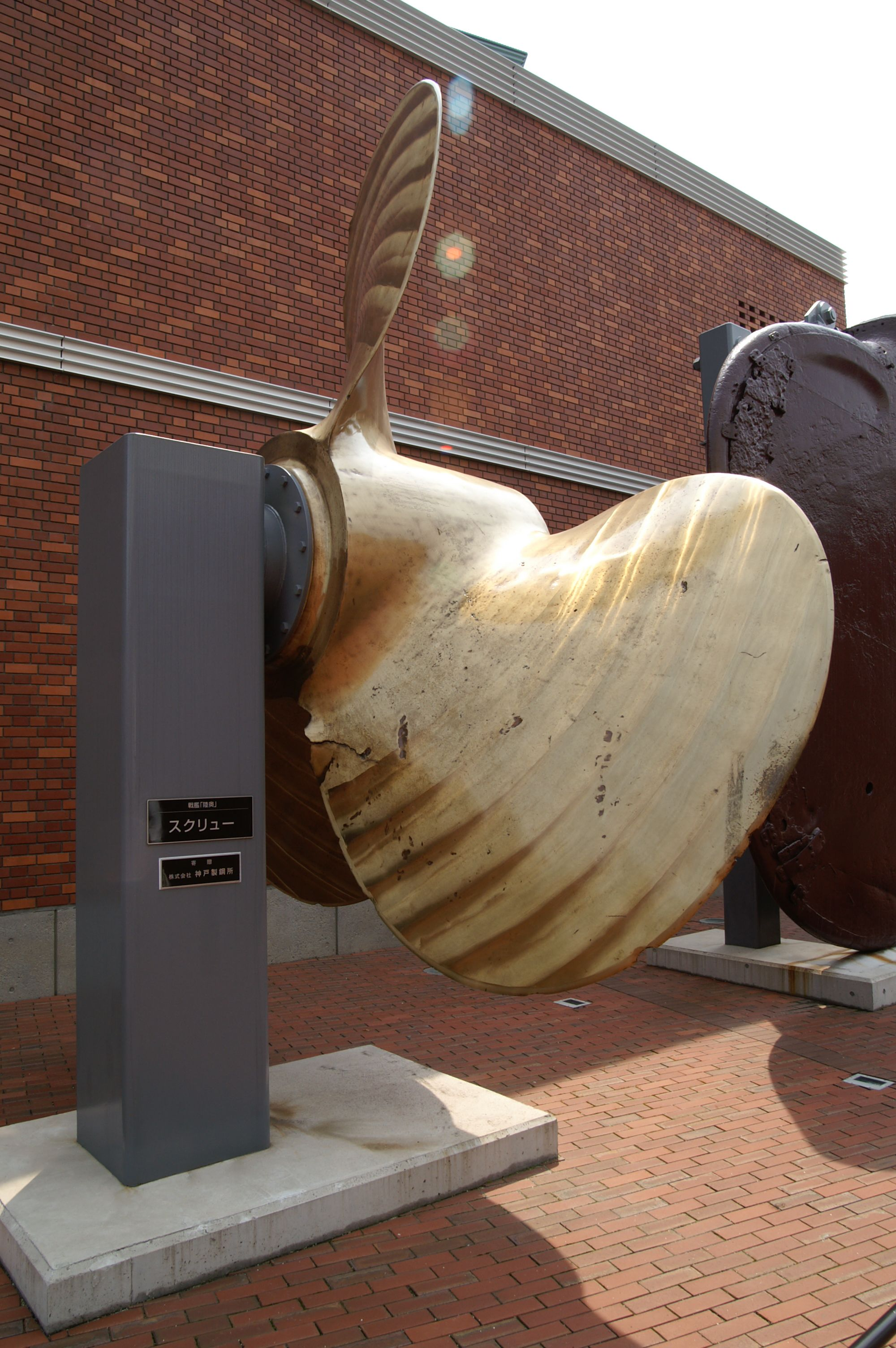
大和ミュージアム展示の陸奥のスクリュー

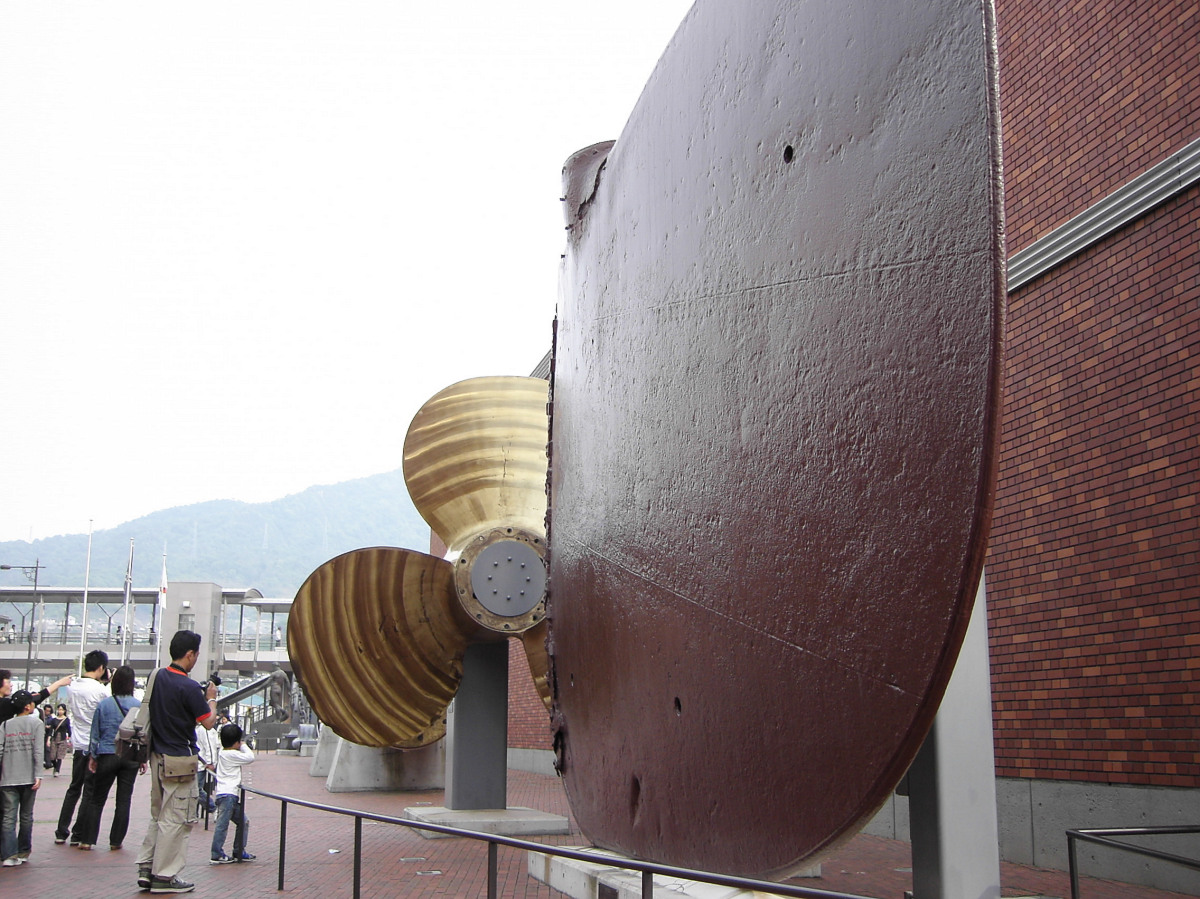
大和ミュージアム展示の陸奥の舵とスクリュー

### 改装前
改装前の長門型は石炭と重油の双方を燃料としていた。航続力は16ノットで5,500浬。
当初の計画では4軸合計60,000馬力で速力25ノットを予定したが、ジュットランド海戦の戦訓から速力増大の要求があった。そこで汽缶を増載するとともに、新型の減速式タービン（日本製、艦本式）を搭載した。これは日本戦艦として初の試みであった。これより計画案より20,000馬力強化され、1.5ノット増加の26.5ノットを達成した。
竣工時の「長門」は26.44ノット、「陸奥」は巡洋戦艦並みの速力26.7ノットを記録したが、速力は機密とされ、23ノットと公表されていた。1920年代の米国資料には「日本の公称は23ノット、でも機関の能力から考えて24.5～25ノットは出るはず」とあり、1936年に米国で出た大改装前の長門を示す資料でも、24.5ノットと認識されていた。
関東大震災の際、演習のため渤海湾に集結していた聯合艦隊（聯合艦隊司令長官は竹下勇大将、「長門」に坐乗）は救援のため演習を中断し、救援物資や食料を搭載して東京湾に急行した。連合艦隊参謀として長門に乗艦していた福留繁大尉は「長門は最大速力26ノット（公称22ノット）で東京湾に急行したところ、イギリス東洋艦隊旗艦の巡洋艦プリマス (HMS Plymouth) に追跡され、本当の速力を見破られた」と回想している。この巡洋艦はプリマスではなく、実際には、英海軍のダナイー級軽巡洋艦ディスパッチ (HMS Despatch，D30) であるという。「長門」は後方に英軽巡ディスパッチ (HMS Despatch，D30) を確認し、最高速度に係わる機密が漏洩するのを避けるために速度を落とした。長門型の最大速力が26.5ノットであることは重大な機密事項であるため、公海上でみだりにその速度を発揮することは禁じられていたため。ディスパッチは、「長門」坐乗の竹下大将に礼砲を行ってから、「長門」を追い抜いて横浜港に向かった。1923年（大正12年）9月18日に兵庫県知事から海軍大臣宛に「英艦『デイスパツチ』入港ス」という報告があった旨の記録がある。
就役後の長門型戦艦は運用面で艦隊側から、良好な評価を得た。加速・減速性能は就役中の日本戦艦で最良であり、旋回半径は扶桑型や伊勢型よりも大きかったものの、速度低下は少なかった。舵の利きもよく、艦の保針も容易であることから、日本戦艦で最良の運動性を持つと評価された。

### 改装後
当初は改装時に機関換装を行い、速力を29.3ノットに向上させると共に、ボイラー数の減少によって捻出したスペースに格納庫を設置し、9機の航空機を搭載する予定だった。搭載機用のエレベーターも昭和7年に日立製作所より、横須賀工廠に納入されたが機関換装は中止され、改装は防御構造の強化にふりむけられより重防御となった。
改装後の長門型は重油専燃となり、10/10全力公試で排水量43,473トン、機関出力88,445馬力での25.8ノットを発揮したことがある。こうしたことからも、改装による速力低下は実質的には最低限に抑えられていた。レイテ沖海戦で同部隊の大和が26ノット以上の速度で2時間半以上走り回っても、同行する長門が落伍しなかったことが、このことを証明している。
改装前の航続力は16ノットで5,500浬だったが、改装で10,600浬とほぼ倍加した。

## その他
竣工時の長門と陸奥の識別点は様々な点があり、主なものでは主砲塔用測距儀が長門は波式6m測距儀で陸奥は武式8m測距儀で大型化している。改装時に両艦とも10m測距儀と交換した。また、艦首からの眺めでは菊の御紋章の位置が長門よりも陸奥の方が上がっている点も挙げられる。

## 歴史
- 1917年8月28日 - 「長門」起工
- 1918年6月1日 - 「陸奥」起工
- 1919年11月9日 - 「長門」進水
- 1920年5月31日 - 「陸奥」進水

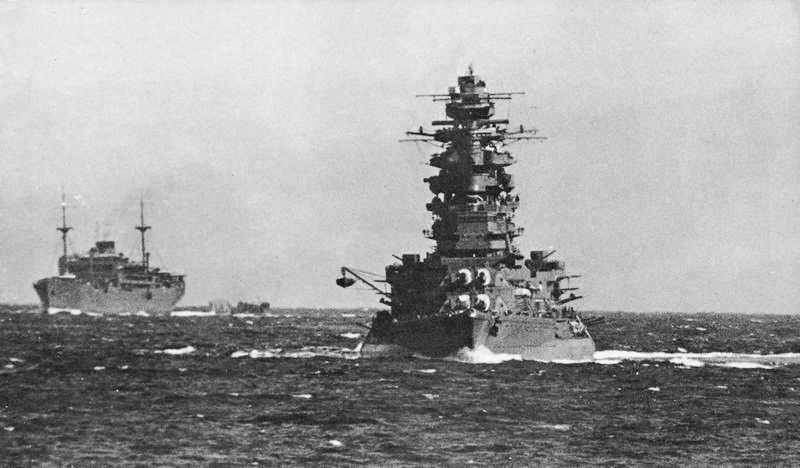
改装後の長門と潜水艦母艦「靖国丸」

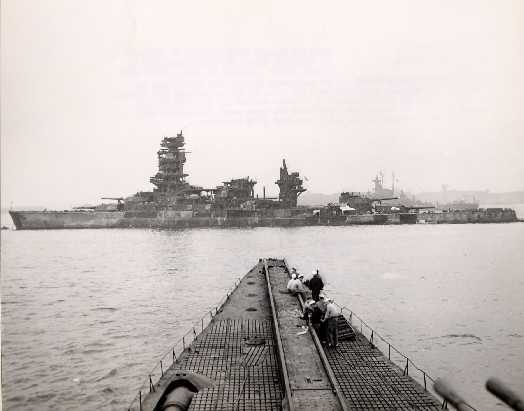
終戦後の長門を伊400型もしくは伊13型から望む。後方にサウスダコタ級戦艦も見える。

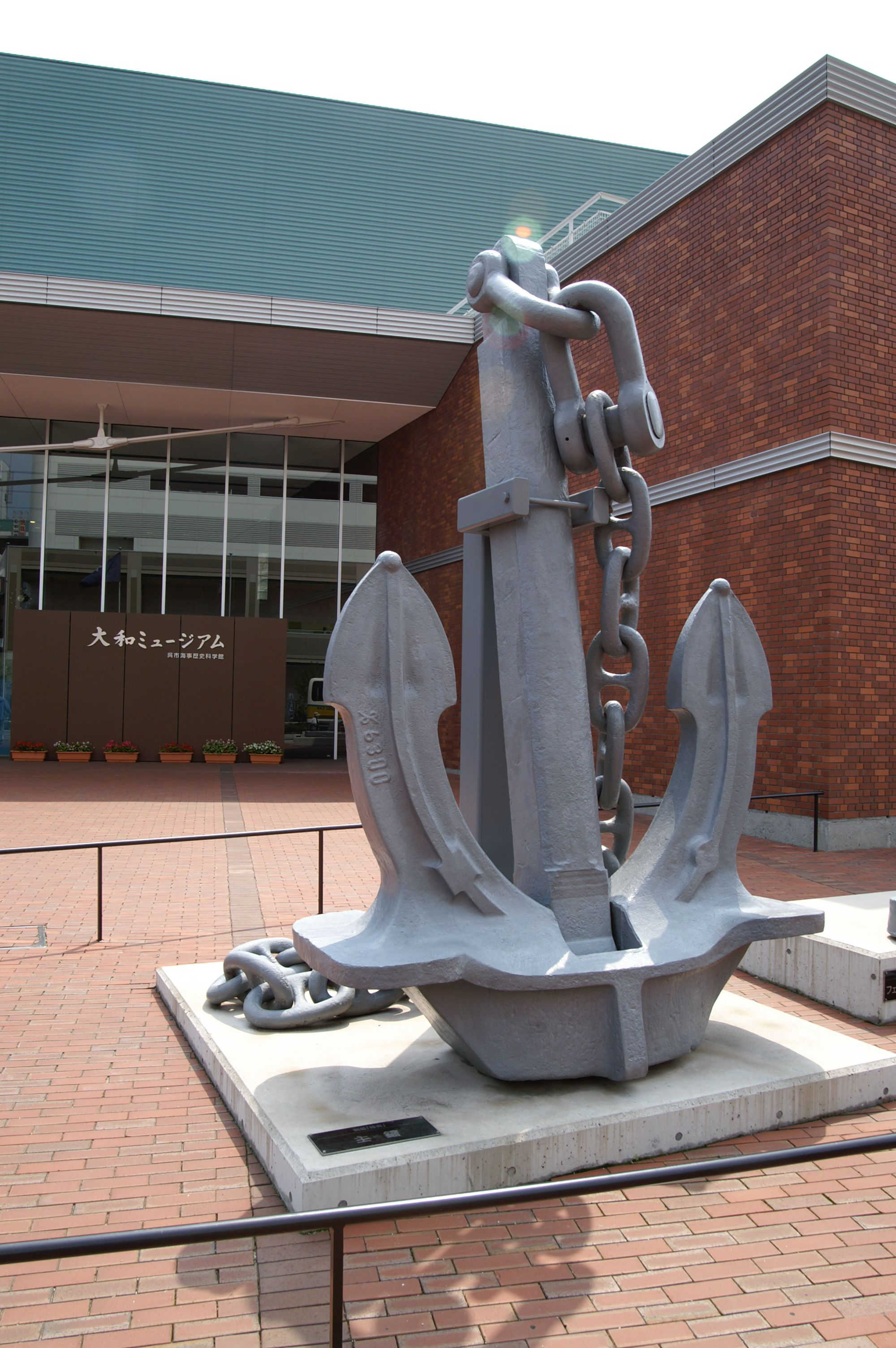
大和ミュージアム展示の陸奥の錨

- 1920年11月15日 - 「長門」竣工、横須賀鎮守府入籍
- 1921年10月24日 - 「陸奥」竣工、佐世保鎮守府入籍
- 1923年8月 - 「陸奥」第一次改装
- 1924年7月31日 - 「長門」第一次改装
- 1934年4月1日 - 「長門」第二次改装
- 1934年6月 - 「陸奥」横須賀鎮守府へ移籍
- 1934年9月5日 - 「陸奥」第三次改装
- 1936年2月26日 - 「長門」二・二六事件に出撃。
- 1937年8月 - 「長門」「陸奥」日中戦争に出撃、上海派遣軍第十一師団を輸送、陸奥は陸戦隊を艦載機で支援。
- 1941年12月2日 - 「長門」"ニイタカヤマノボレ1208"の暗号無電を連合艦隊の全部隊、艦船に向けて発信[71]。
- 1942年6月 - 「長門」「陸奥」ミッドウェー作戦により出撃。海戦敗北後、「長門」は内地待機。
- 1942年8月 - 「陸奥」第二次ソロモン海戦に参加[72]。その後は大和と共にトラック泊地で待機。
- 1943年6月8日 - 「陸奥」柱島泊地で第三砲塔下弾火薬庫が原因不明の爆発を起こして轟沈[72]。
- 1943年9月 - 「長門」扶桑を僚艦としてトラック泊地に進出。
- 1944年6月19日 - 「長門」マリアナ沖海戦に出撃。
- 1944年10月22日 - 「長門」レイテ沖海戦に参加。
- 1945年4月20日 - 「長門」横須賀で予備艦となり、浮き砲台となる[73]。7月の空襲で中破、終戦を迎える[73]。
- 1945年8月30日 - 「長門」米軍に接収される。
- 1946年7月29日 - 「長門」原爆実験（クロスロード作戦）で沈没。

## 同型艦
- 長門
- 陸奥

## 登場作品

### 映画
『アルキメデスの大戦』
屈曲煙突時代の姿で登場し、主人公によって巻き尺で測量される。
『風立ちぬ』
蒸気船の背後に停泊している姿が確認できる。時代設定と艦の形状から、第一次改装後だと思われる。
『GODZILLA ゴジラ』
オープニングに「長門」が登場。1954年のビキニ環礁での水爆実験（実態は核実験を名目にした怪獣ゴジラへの核攻撃作戦）にて、標的艦である本艦が一瞬だけ映っている。
『太平洋戦争 謎の戦艦陸奥』
1960年（昭和35年）に公開された小森白監督映画作品。
『トラ・トラ・トラ!』
映画冒頭のシークエンスにおいて、山本五十六中将が新たな連合艦隊司令長官として、前長官との交代セレモニーのために訪れる艦が「長門」。撮影は、原寸大のオープンセットが作られ、スクリーンに映る片側（右舷）のみではあるが、主砲塔や艦橋を含め、艦首から艦尾まで、ほぼ忠実に再現された。
『連合艦隊司令長官 山本五十六』
連合艦隊が瀬戸内海に停泊する場面や航行シーンの特撮映像で「長門」の模型が登場する。

### ドキュメンタリー
『THE世界遺産「ビキニ環礁核実験場」』
取材時点での海底に沈む実際の「長門」の映像あり。

### アニメ
『サイボーグ009 (テレビアニメ第1作)』
16話「太平洋の亡霊」で、子息を太平洋戦争で失った超能力者がアメリカに対して復讐するため、超能力を使ってビキニ環礁に沈む放射線を大量にまとった「長門」を浮上させ、アメリカ本土に向かわせる。

### 書籍・小説
『軍艦長門の生涯』
阿川弘之による長編小説。この作品と高橋孟の「海軍めしたき物語」を原作として、1983年1月2日に、テレビ東京の新春12時間ドラマにおいて、『海にかける虹〜山本五十六と日本海軍』が、古谷一行（主人公の山本五十六役）主演で放送された。
『戦艦陸奥』
山田風太郎による短編小説。
『戦艦陸奥 その栄光と悲劇』
「陸奥」引き上げを記録したノンフィクション書籍作品。
『パラレルワールド大戦争』
豊田有恒のSF小説（架空戦記）。松代大本営跡に生じたタイムトンネルを介して1945年の日本に介入した自衛隊により、「長門」が未来から運ばれてきた燃料の給油や各種修理を受けたほか、ターター艦対空ミサイル、ASM-1（の艦対艦ミサイル型）、L-90対空砲などを搭載する改装を受け、日本海軍の残存艦隊を率いる。
『レイテ驀進1 逆襲の機動部隊』
昭和18年、瀬戸内海に停泊中にアメリカ海軍の潜水艦「グレイリング」による雷撃を受け、中破した第3・第4砲塔を降ろして九八式十糎高角砲と十二.七粍高角機銃、爆雷投下軌条を搭載し、砲塔下部に巨大倉庫を設け、「海防戦艦」に生まれ変わった「陸奥」を主体にした架空戦記。
序盤から中盤にかけて船団護衛に参加するほか、終盤ではマリアナ沖海戦に参加し、「大鳳」「翔鶴」「瑞鶴」からなる空母機動部隊を護衛する。
架空戦記作品全般
俗に架空戦記や仮想戦記と呼ばれるジャンルの作品では、大和型戦艦や金剛型戦艦などと同じく頻繁に登場している。ただし作中で本艦が活躍する作品もあれば、ただ登場するだけの作品、ほとんど活躍せずに撃沈されてしまう作品も少なくない。

### ゲーム
『Naval Creed Warships』
「長門」がtier4日本戦艦として登場しており、使用できる。
『War Thunder』
「陸奥」が日本のRank VI戦艦として登場し、開発、使用が可能。
　mobile版では2025年5月にNAVY 2.0: A NEW ERAにてツリーで「長門」が開発、使用が可能となった。
『World of Warships』
「長門」が日本のTier7戦艦として登場し、開発、使用が可能。「陸奥」はTier6戦艦として登場し、課金により入手できる。
『ストライカーズ1945II』
「海ステージ」の中ボスとして出現する。
『大帝国』
主人公、東郷毅が乗艦する宇宙戦艦「旗艦 長門」として登場。ゲーム終盤の「イベントフェイズ」で特定のイベントを選択することにより、「超戦艦 長門改」に改造することもできる。
『チョロQマリン Qボート』
プレイヤーが使用可能なQボート（チョロQのようにデフォルメされた船）として登場する（ゲーム中での分類は「戦う船」）。
各種艦船擬人化ゲーム作品
長門型戦艦を擬人化したキャラクターが登場しており、特に長門は日本でリリースされた艦船擬人化ゲーム全作品に登場している。全艦船擬人化ゲームに登場している艦艇は長門と雪風のみである。陸奥は『艦これ』『戦少R』『アズレン』『アビホラ』『蒼藍』『ブラサジ』『ヴェルコ』の7作品に登場している。

### 注
1. ↑  戰艦“長門 ながと”[5]　全要目{排水量32,720噸　速力23.0節　備砲 40糎砲8門 14糎砲20門 12.7糎高角砲8門　魚雷發射管6門　起工大正6年8月 竣工大正9年11月　建造所 呉海軍工廠}　長門は40糎砲といふ巨砲を世界で初めて搭載した戰艦であり、艦型に於ても從來のものを完全にノツクアウトし、列強海軍をして瞠若たらしめた艦である。從來先進列強にとかく後塵を拝せしめられてゐた帝國は一躍世界をリードする日本たることを證明したのである。新鋭長門は今や聯合艦隊主力として海軍無條約時代に備ふ我海軍たのみの艦である。戰艦は艦隊の根幹でありその價値は搭載する主砲の威力と防禦設備如何に依つて決定される。主砲は敵主力艦隊を撃滅するものであり、副砲は主として來襲する敵の輕快部隊に備へるものである。世界の七大戰艦とは、我が“陸奥”“長門” 英の“ネルソン”“ロドニー” 米の“ウエスト・ヴァジニア”“コロラド”“メリーランド”の七艦である。
2. ↑  大きさ、速力では同時期に就役していたイギリス海軍のフッド（15インチ砲8門、速力31ノット、約42,000トン）が上回るが、同艦は巡洋戦艦であった[13]。
3. ↑  戰艦“陸奥 むつ”[14]　全要目{排水量32,720噸　速力23.0節　備砲 40糎砲8門 14糎砲20門 12.7糎高角砲8門　魚雷發射管6門　起工大正7年6月 竣工大正10年10月　建造所 横須賀海軍工廠}　陸奥は世界七大戰艦の一であり、姉妹艦長門と共に我が海軍の至寶的存在である。世界の七大戰艦は、排水量を指すのではなく、搭載主砲の口徑を云ふのである。(40糎はワシントン制限條約の主砲口徑の最大限であつた) この陸奥級の出現によつて齎された第一の偉觀は從來の36糎砲から40糎砲への躍進である。第二に擧ぐべきは前檣が三脚を脱却してヤグラ式に考案されたことであつた。40糎主砲8門は前後各二個の砲塔内に収め、副砲10門づゝを兩舷に 12.7糎高角砲8門は中部甲板附近に備へられてゐる。長さ201.35米、幅28.96米、平均吃水9.14米。(長門も同様) 昭和十一年度海軍特別大演習直前に改装終了し晴れの觀艦式に参加した。殆んど長門と同様の形で、煙突は一本になつた。“陸奥”は昭和12度は長門と共に聯合艦隊旗艦として活躍することになつてゐる。“陸奥”は昭和12年度は長門と共に聯合艦隊旗艦として活躍することになつてゐる。加斯“陸奥”“長門”が同時に艦隊に編入されたことはこゝ10年來絶えてなかつたところである。(艦型圖省略)
4. ↑  「戦闘艦を描いてよう、戦闘艦を」と注文する子供には是が非でも「陸奥」や「長門」のあの仁王様の火見櫓のやうな前檣と芋蟲か何ぞのやうな前部煙突とを描いて見せなければ承知しないのだ[17]。
5. ↑  日本海軍の長門型2隻（長門、陸奥〉、イギリス海軍のネルソン級2隻（ネルソン、ロドネイ）、アメリカ海軍のコロラド級3隻（コロラド、メリーランド、ウェストバージニア）である[21]。
6. ↑  コロラド級戦艦は既に4隻（コロラド、メリーランド、ワシントン、ウェストバージニア）が起工し、2番艦メリーランド (USS Maryland, BB-46) が完成していた[34]。
7. ↑  進水して艤装工事中だったコロラド級3番艦ワシントン (USS Washington, BB-47) は完成度80％で条約締結のため建造中止、標的艦として処分された[20]。
8. ↑  イギリス海軍が計画していたN3型戦艦やG3型巡洋戦艦が破棄されて、条約締結時点の同海軍は16インチ砲搭載戦艦を1隻も保有していなかった[36]。
9. ↑  ビッグセブンと表記することもある[40]。
10. ↑  同世代の“ビッグセブン”であるコロラド級戦艦は、16インチ砲8門で、航続距離と防御力を重視している[42]。
11. ↑  同世代の“ビッグセブン”であるネルソン級戦艦 (Nelson class battleship) は16インチ砲9門を備え、火力と防御力で長門型戦艦を凌駕するが、23ノット（速力）16ノット7,000浬（航続距離）であった[43]。
12. ↑  米国ノースカロライナ級戦艦、英国キング・ジョージ5世級戦艦、仏国リシュリュー級戦艦、伊国ヴィットリオ・ヴェネト級戦艦、独国ビスマルク級戦艦などの新型戦艦を指す。
13. ↑  数値上は大和型戦艦の艦橋高39ｍより高いはずだが、「大和」左舷に「長門」が横付けするのを「武蔵」艦橋から観察していた信号兵は「大和の檣楼は長門の艦橋より頭一つ(射撃指揮所、15.5ｍ測距儀)高かった」と回想している[47]。
14. ↑  32,000mまでの測距は一応信頼が置けるが、近弾以外の弾着水柱を確認できないので、観測機を併用しなければ着弾修正が難しい。
15. ↑  ただし、陸奥は同じ演習で28,300mで12発撃って命中0、長門も命中1など、あくまで目安でしかないことに注意。
16. ↑  ただし実際に「長門」が標的艦として参加したのは1946年のクロスロード作戦なので、あくまでも「洋上での核実験の映像を流用した所、たまたま映り込んでしまった」だけとみられる。
17. ↑  『艦隊これくしょん -艦これ-』・『戦艦少女R』・『最終戦艦withラブリーガールズ』・『アズールレーン』・『アビス・ホライズン』・『ガーディアン・プロジェクト』・『蒼藍の誓い ブルーオース』・『ブラック・サージナイト』・『パズルガールズ』・『ヴェルヴェット・コード』の10作品。